# Protein-chinasi C
La protein-chinasi C (abbreviata in PKC) è una serina/treonina chinasi, attivata dal diacilglicerolo. Prende parte ai meccanismi di segnalazione e comunicazione cellulare. Il nome si deve al fatto che è dipendente dal catione bivalente Ca2+. Una volta attivata, la PKC ha la capacità di trasmettere il segnale ricevuto andando a fosforilare proteine bersaglio.

## Isoforme

### PKC classiche
- PKC-α - È la più distribuita nell'organismo;
- PKC-β - Presente in: muscolo scheletrico, tessuto ematopoietico, cellule β pancreas, cuore. Suddivisa in: β1 e β2;
- PKC-γ - Nel SNC media la plasticità sinaptica. Unica attivata anche da acido arachidonico.

### PKC nuove
- PKC-δ;
- PKC-ε: si ritiene che possa avere un ruolo nella dipendenza da fumo di sigaretta;
- PKC-η;
- PKC-θ;
- PKC-μ - Come la PKC-θ ma presente solo nei roditori.

Le PKC nuove non hanno nella regione C2 il sito per il calcio e sono quindi calcio-indipendenti.

### PKC atipiche
- PKC-ζ
- PKC-ι
- PKC-λ

Le PKC atipiche non hanno nella regione C1 lo zinc finger che riconosce il DAG. La regione C1 quindi lega solo la fosfatidilserina.
- PKC-M - Manca la subunità regolatoria. È l'isoforma costitutivamente attiva e si trova nel SNC.

## Struttura
La PKC presenta 2 tipologie di regioni:
- Regioni Costanti - C1, C2, C3, C4;
- Regioni Variabili - V1, V2, V3, V4, V5.

Nello specifico le regioni costanti sono quelle più importanti dal punto di vista biochimico ed hanno le funzioni:
- Regione C1 - Regione dello pseudosubstrato. Lega DAG e fosfatidilserina;
- Regione C2 - Lega calcio;
- Regione C3 - Lega ATP;
- Regione C4 - Regione catalitica vera e propria.

La regione C1 contiene molti amminoacidi neutri come glicina, alanina e cisteina che hanno la proprietà di formare legami con la regione C4 (glicina e alanina) e con lo ione Zinco (cisteina).

## Agonisti
Gli agonisti dell'enzima sono:
- DAG;
- Esteri del forbolo - TPA (tetradecanoilforbolo) e PMA (forbolmiristato-acetato).

## Antagonisti
Gli antagonisti non sono utilizzati in terapia ma solamente in laboratorio e sono:
- Staurosporina;
- Bisindolylmaleimide.

## Funzioni
Gli effetti della PKC possono essere così riassunti:
- Desensibilizza i recettori accoppiati a proteine G;
- Fosforila ed attiva le proteine del citoscheletro;
- Lega recettore RAC ed attiva trascrizione genica.

## Regolazione
La regolazione a cui è soggetta la PKC viene detta intrasterica o isosterica. Se la concentrazione di calcio all'interno della cellula è bassa, l'enzima si trova nel citoplasma nella configurazione chiusa (la regione C1 lega la regione C4). Quando la concentrazione di calcio sale, l'enzima è traslocato in membrana e incontra DAG e fosfatidilserina (entrambi componenti della membrana plasmatica) che legano la regione C1 con legami dipendenti dallo Zinco. La regione C1 viene così distaccata dalla regione C4 e l'enzima si apre e diviene attivo. La PKC attiva a questo punto può tornare nel citoplasma o restare legata alla membrana ed esplicare le sue funzioni.

## Potenziale mutageno
L'attivazione costitutiva (per mutazioni) o indotta (ad esempio per somministrazione di TPA o PMA che non sono metabolizzate e si accumulano nella cellula) porta ad un'eccessiva attivazione dell'enzima che aumenta la trascrizione genica grazie all'interazione con il recettore RACK1 (Receptor for Activated C Kinase 1). L'aumento della trascrizione genica non contribuisce da sola alla genesi delle neoplasie, ma aumenta la probabilità che, una determinata cellula, possa andare incontro al processo di trasformazione tumorale.